# Cayo Cosconio (pretor 89 a. C.)
Cayo o Gayo Cosconio  fue un político y militar romano del siglo I a. C.

## Familia
Cosconio fue miembro de la gens Cosconia, una familia aristocrática de rango pretorio. Fue hijo de Marco Cosconio y padre de Cayo Cosconio.

## Carrera pública
Alcanzó la pretura alrededor del año 89 a. C. y se destacó en la guerra Social. En el año 81 a. C. se le envió a Iliria para atacar a los piratas que se refugiaban allí. Así, sometió gran parte del país y tomó Salonas tras un sitio de dos años.